# Nikolai Sergejewitsch Korndorf

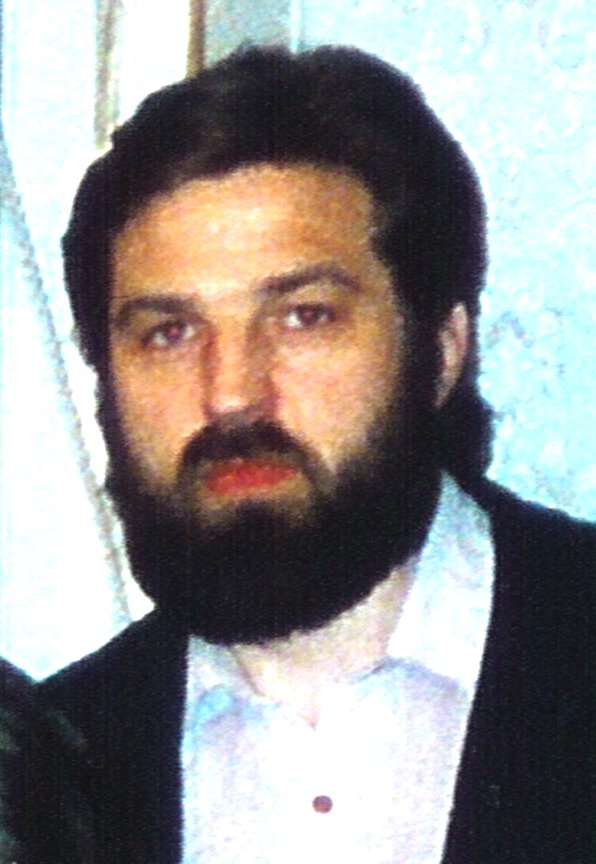
Nikolai Korndorf im März 1990

Nikolai Sergejewitsch Korndorf (russisch Николай Сергеевич Корндорф; * 23. Januar 1947 in Moskau, Sowjetunion; † 30. Mai 2001 in Vancouver, Kanada) war ein sowjetischer bzw. ab 1991 kanadischer Musikwissenschaftler und klassischer Komponist.

## Leben
Korndorf studierte ab 1965 zunächst bei Sergei Balassanjan am Moskauer Konservatorium, was er im Jahre 1970 abschloss. In dieser Zeit entstand die Einaktoper Ein Märchen über … (Сказание про …) nach Semjon Kirsanow. 1973 beendete Korndorf ein postgraduales Studium mit der Oper Das Gelage während der Pest nach Alexander Puschkin. Er studierte Dirigieren bei Leo Ginsburg von 1967 bis 1979 und unterrichtete selbst Dirigieren und Orchestration von 1972 bis 1991 am Moskauer Konservatorium. 
1973 wurde er in die Union sowjetischer Komponisten (Союз композиторов СССР) aufgenommen. Von 1978 bis 1983 war er Vorsitzender der Künstlervereinigung junger Moskauer Komponisten. Als Beginn des ernsthaften kompositorischen Schaffens zählt die Erste Symphonie (1975). Er schuf Filmmusik für diverse sowjetische Filme wie „Agatha Christie: Das letzte Weekend“ («Десять негритят»), 1987; „Champagnerperlen“ («Брызги шампанского»), 1988; und „Seewolf“ («Морской волк»), 1990. 
Zu Beginn des Jahres 1990 wurde er Mitgründer und Vizepräsident der neuen Assoziation zeitgenössischer Musik (ACM). Im gleichen Jahr erhielt er den Musikpreis der Stadt Duisburg.
Am 16. Mai 1991 wanderte er nach Kanada aus. Ab dieser Zeit experimentierte er mit elektroakustischen Medien und war Associate Composer des Canadian Music Centre und Mitglied der Canadian League of Composers. Er unterrichtete bis zu seinem Lebensende Komposition an der University of British Columbia. Nach 1997 reiste er mehrmals nach Russland und nahm dort an Festivals teil.
Er war mit Tatjana, der Tochter der Geologin Tatjana Iwanowna Ustinowa verheiratet. Er starb 54-jährig in Vancouver.

## Wirken
Sein frühes Werk folgt dem traditionellen akademischen Stil. Dann widmete er sich dem atonalen, post-expressionistischen Stil. Nach 1981 wandte er sich davon ab, kam zur tonalen diatonischen Musik, in der er repetitive Techniken, einige minimalistische Züge und Elemente der Neuen Einfachheit verwendete.

### Werke (Auswahl)
- Konzert für Viola und Orchester (1970)
- Symphonie № 1 (1975).
- «Confessiones» für Kammerensemble (1979).
- Symphonie № 2 (1980).
- «Primitive Musik» für 12 Saxophone (1981)
- «Ja!», Ritual für drei Stimmen, Kammerensemble und Magnetofon (1982).
- «Klagelieder» für Kammerchor und Schlagwerker (1983).
- «Con sordino» für 16 Streicher und Spinett (1984).
- «Wiegenlied» für zwei Fortepiano (1984).
- Brass-Quintett (1985).
- «Amoroso» für elf Instrumentalisten (1986)
- «Zu Ehren von Alfred Schnittke» für Violine, Viola und Violoncelli (1986).
- «Tanz im Metall zu Ehren von John Cage» für Schlagwerker (1986).
- «Concerto capriccioso» für Violoncelli, Streichorchester und Schlagzeug (1986)
- Dritte Symphonie (1989)
- «Marina und Rainer», Oper (1989) (basierend auf einer Korrespondencz zwischen Marina Zwetajewa and Rainer Maria Rilke).
- Mozart-Variationen für Streichsextett (1990).
- «Continuum» für Orgel und Magnetofon (1991).
- Quartett (1992).
- «Dass die Erde erwachsen werde» für Kammerensemble (1992).
- «Prolog» für das große Sinfonieorchester (1992).
- «Epilog» für das große Sinfonieorchester (1993).
- «… si muove!», Tondichtung für Instrumentalensemble, Darsteller und Ballett (1993).
- Wir grüßen Euch! für Frauenchor und Instrumente (1995).
- «Get out!» für vier oder mehr Instrumentalisten (1995).
- «Victor» für das große Sinfonieorchester (1995)
- «Are You Ready, Brother?», Trio für Fortepiano, Violine und Violoncello (1996).
- Vierte Symphonie «Musik des Untergrounds» (1996).
- «Musik für Owen Underchiller and his fabulous Eight» für Kammerensemble (1997).
- «Passacaglia» für Violoncello Solo (1997).
- «Lächeln von Mod Luis» für das kleine Sinfonieorchester (1998).
- «Canzone triste» für Soloharfe (1998).
- «Echo» für gemischten Chor und Ensemble zu Versen von George Herbert (1999)
- «Brief an Wladimir Martynow und Georgs Pelēcis», für Fortepiano (1999).

### Aufnahmen
Der russische Dirigent Alexander Lasarew hat die meisten seiner Werke aufgeführt und aufgenommen.